# Oxya occidentalis
Oxya occidentalis är en insektsart som beskrevs av Ichikawa 2001. Oxya occidentalis ingår i släktet Oxya och familjen gräshoppor. Inga underarter finns listade i Catalogue of Life.